# Tarenna borbonica
Espèce
Tarenna borbonica est une espèce de plante de la famille des Boraginacées. Elle est endémique de l'archipel des Mascareignes, dans le sud-ouest de l'océan Indien. Elle est appelée Bois de pintade à La Réunion, en raison de la coloration caractéristique de ses feuilles juvéniles. Cette coloration n'est cependant pas présente sur le feuillage adulte.
Cette espèce s'appelle Bois rat à l'île Maurice, car on pensait que ses feuilles tuaient les rats.